# コピーコントロールCD

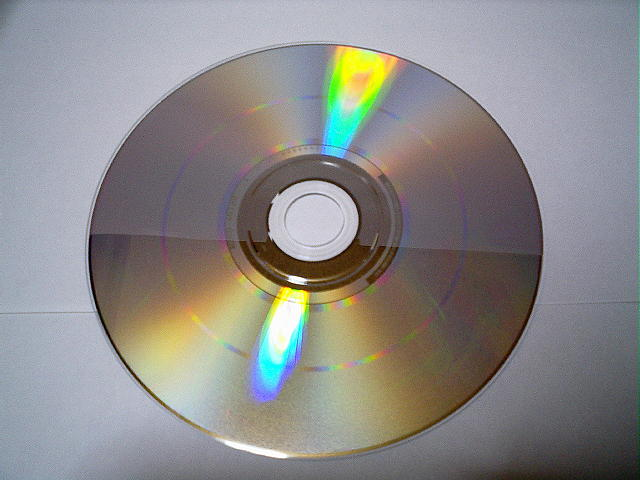
エイベックスのコピーコントロールCD（CDS-200）の記録面。帯のようなものがあるのが分かる。これが、オーディオトラックとエクストラトラックの境である。

コピーコントロールCD（英語: Copy Control CD, Copy Controlled Compact Disc）は、主にパソコンでのリッピングやデジタルコピーを抑止する目的で導入されていた技術、もしくはその技術を導入した音声記録媒体の総称である。CCCDと略される。コピープロテクトCD（英語: copy-protected CD）、コピーガード機能付きCDともいう。
名称は通称であり、コンパクトディスク（CD）の規格としては扱われない。

## 概要
2000年代、パーソナルコンピュータ（パソコン）の進歩によってCDの音楽データをパソコンにリッピングしたのち、音楽ファイルを再生して楽しめるようになった。一方で同時期のインターネットの普及に伴い、この音楽データをWinMXやWinnyなどのファイル共有ソフトに違法アップロードする著作権侵害行為も増加。
そのため、ソニー・ミュージックエンタテインメントでは音楽データの著作権侵害対策として、世界に先駆けて有料音楽配信サービス「bitmusic」を立ち上げ、他社もこれに追随していた。
しかし、当時の有料音楽配信サービス自体が発展途上であったことから、さらなる違法コピー対策が急務となる。当時の音楽業界は「ファイル共有ソフトを使用した違法コピーによって、CDの売上げが減少している」と主張し、オーディオ機器での再生が可能ながらパソコン上へのコピーが不可能な規格として開発が行われた。
主に音楽用CD-DAに含まれている楽曲情報（データ）をパソコン上で複製したり、リッピングできなくすることが目的であるが、実際には特定の環境でしかコピーコントロール機能の目的を達成できず、表面上は問題なく複製に成功してしまう環境や、コピー目的ではない音楽再生時にまで問題が発生してしまう環境が存在する。また、前述の通りCDの規格外であるため、厳密にはCCCDの正常な再生動作を保証した対応音響機器はほぼ存在しない。
2001年に欧米で発売され、2002年（平成14年）から日本でも導入された。
アメリカ国内で最初に発売されたCCCDは、2001年5月15日に発売されたチャーリー・プライドのアルバム『A Tribute to Jim Reeves』である。また、メジャーレーベルではユニバーサルミュージックが同年に発売した『ワイルド・スピード』のサウンドトラック盤で初めて採用された。アメリカではヨーロッパや日本ほど普及は進まず、本格的に導入されたのは2003年9月23日に発売されたアンソニー・ハミルトンのアルバム『Comin' from Where I'm From』（レーベルはSo So Def、Arista）である。
日本国内においては、エイベックスが2002年3月に採用したことを皮切りに他社が追随。初めて規格が用いられたのは同年3月13日に発売されたBoAのシングル『Every Heart -ミンナノキモチ-』（レーベルはエイベックス(AVCD-30339)）。アルバム第1号は同年3月20日に発売されたDo As Infinityのベスト・アルバム『Do The Best』（レーベルはエイベックス(AVCD-17110)）。また、2003年（平成15年）1月22日にはSMEが“レーベルゲートCD”（後述）と呼ばれるものを展開した。
なお、日本国内で発売されているCCCDについては、2002年より日本レコード協会（RIAJ）がCCCD技術を使用したことを示すマークを付与するよう定めている。ただし強制力はないことから、東芝EMI（現：ユニバーサルミュージック）がCDS-300方式によるセキュアCDに切りかえた際には、CDS-200およびレーベルゲートCDと比べ機器の挙動が異なることを理由に当該マークを付与していない。また、CDS-200方式の中でもビクターエンタテインメントのエンコードK2（ENC K2）とCCCDを合わせた「CCCD K2」は、独自のロゴのみであり当該マークは付与しておらず、RIAJに指定されたCCCDマークを付与している。またインディーズ系等の作品にもCCCDだった作品があったが、その作品すべてRIAJに指定されたCCCDマークを付与している。

## 種類
- SafeAudio - Macrovisionが開発。
- key2audio - SONY DADCが開発。
- CDS（Cactus Data Shield） - Midbar Technologies（2002年（平成14年）12月にMacrovisionに買収された）が開発。
  - CDS-100
  - CDS-200
    - エンコードK2（ENC K2） - ビクターエンタテインメントが独自の技術により音質の向上を図ったもの[11]。
    - レーベルゲートCD（LGCD） - ソニー独自の技術により音質の向上を図りながら、ソニー独自のインターネット認証技術を追加。
    - レーベルゲートCD2（LGCD2） - 基本的な仕様はLGCDと同じだが、転送ソフトが改良された。

  - CDS-300
    - セキュアCD
- Alpha-Audio - SETTECが開発。
- MediaMax CD3（MediaCloQ） - SunnCommが開発。
- XCP - First 4 Internetが開発、ソニーBMGが採用。マルウェアに近い技術を採用し大きな問題になった。

## 構造上の特徴
CD再生時には毎秒数回の読み取りエラーが発生することから、レッドブックの仕様に「誤り検出訂正の目的でリード・ソロモン符号を埋め込む」と定められている。CDプレーヤーは再生時に常にこのデータに沿い読み取りエラーを訂正しているが、CCCDでは意図的に間違ったエラー訂正符号を記録しておくことによって、機能が正常に働かなくなることを狙ったものである。
多くのオーディオ用CDプレーヤーおよびアナログモードで動作中のCD-ROMドライブでは、訂正が不可能な状態であっても補正機能によって不自然ではない程度に予測補完して再生することが可能であるが、デジタルモードで動作中のCD-ROMドライブでは誤り訂正に成功するまで読み取りを一定回数再試行するため、元々の信号から変化してしまったものと誤認し正しく読み出すことができない（CD-ROMドライブを使用している一部のオーディオ用CDプレーヤーで、再生に不具合を生じるのはそのため）。これにより、音楽データをCDからパーソナルコンピュータにリッピングされるのを防ぐ。
この仕組みは、音響機器で再生された（アナログ信号に復号した）音楽を、コンピュータに音声入力してデジタル化することは防止できず、CD-ROMドライブによっては、音楽CDであればデジタルモード時でもアナログモード時と同様に補正機能が働く例がある。加えてWindows Media Playerなど取り込みに使用するソフトウェアによっては、デジタルモードでの取り込みに失敗した場合に、アナログモードに切り替えてオーディオデータをコピーすることが可能な場合があり、事実上コピー抑制の役割を果たしていないのが実情である。反対に音響機器の中にも、デジタルモードで動作中のCD-ROMドライブと同様に、エラー訂正を優先する実装がされているものがあるため、その場合は再生できないことがある。
なお、EUでの流通盤では、ミニディスクやDATへのデジタルダビングも禁止しているCCCDが存在していた。このタイプのコピーガードは、SCMSによる複製の制限を利用したものであり、レッドブックには違反しないため、他のCCCDで問題になっている再生上の不具合は発生しない。

### CD-DAとの構造上の違い
「CD」と定義されるものは、前述のようにレッドブックで定められており、CDプレイヤーなどの再生機器は、その仕様に基づいて作られたCDを再生することを前提として設計されている。それに対し、CCCDの場合は各社様々な手法を取り、一般的にはCD EXTRAをベースにTOC改変・エラーセクタ挿入などの手法を取っている場合が多かった。詳細な構造は、仕様が非公開のため不明である。
音声記録領域とPCデータ領域が共存しているものにはCD EXTRAが存在し、CCCDもこれと一部共通した構造を持つ。そのため、エイベックスがCCCDを導入した時期はこれらが共存不可能であったため、いずれか一方のみが採用されていた。shelaやEvery Little Thingなどは、CCCDの回避目的でディスク内にPVなどのパソコン用特典データを収録したケースも存在する。その他、SMEのレーベルゲートCD2およびEMIのセキュアCDで出た製品の一部には、CD EXTRAとしての要件を満たさないエンハンストCD規格により、パソコン用特典データとコピーコントロールデータを共存させている作品もあった。

### パソコン向けの再生機能
コピーコントロールが機能しているパソコンではCCCDが再生できないため、パソコン向けに専用の再生ソフトと音楽データを用意し、製作者の望んだ制限の元で再生可能なように処理されている場合がある。この機能はMicrosoft Windows専用で、Windows以外のオペレーティングシステムにおいてはサポートされていなかった。これらの再生ソフトは「ユーザーの同意を得ずに勝手に再生ソフトをインストールする」という仕様を持つ場合が多く、コンピュータ脆弱性の問題が取りざたされることにもなった（後述のセキュリティ問題を参照）。
Macintoshとの互換性については、帯や外貼ステッカーに「Macintoshでは再生できません」などと注意事項が記載されている。しかし実際の所、iTunesには読み込み時のエラー訂正オプションがあり、再生やCD-Rへの複製までも通常のCD同様に可能である場合がほとんどである。またMacintosh用のディスク管理ツール「Roxio Toast Titanium」でも、CCCDを無視して複製が可能であった。
なお2022年現在、MacはもちろんWindows 10・11環境で実行したiTunesにもCDの取り込み時「エラー訂正オプション」がありパソコンに取り込むことやCD-R/RWに焼くことが可能である。

### レーベルゲートCD
ソニー・ミュージックエンタテインメントによって発売されたCCCDで、CCCD導入当初から抱えていた問題点の解決を図ると同時に「PC用の部分」をATRAC3データに置き換えたものである。
構造は1stセッションエリアと2ndセッションエリアに分かれている。
1stセッションエリア
オーディオ機器での再生や、カセットテープへのアナログ録音、SCMSに基づいたMDやDATへのデジタル録音は可能だが、PCでの読み出しやリッピングができないように「CDS-200」と呼ばれるプロテクト技術を採用している。よって、通常のCCCDと同じくレッドブックに反しているため、「Compact Disc」ロゴは入っていない。
また、従来から指摘されていたCCCDでの音質問題を是正するために、レーベルゲートCDではソニー・ミュージック マニュファクチュアリング（SMM）が開発した「カッティング工程のためのピュア・デジタル・リンク・システム（PDLS）」を採用している。このシステムは、ダイレクト・クロック・ディストリビューションシステム、アルト・レーザーカッティングⅡ、ピット・シグナル・プロセッシングから構成されており、ピット・シグナル・プロセッシングについては、ソニーがSuper Audio CDのために開発した技術である。
2ndセッションエリア
ATRAC3（132kbps）のデータと転送用ソフトウェアを記録。データは暗号化されておりそのままでは取り込みはできないため、専用ソフトの「MAGIQLIP」を用いる。このときインターネット経由でアクティベーションを行い、ディスクに書き込まれた「Postscribed ID」（PID）をもとにコピーが初回であるかどうか判断する。初回コピーのみ無料だが、2回目以降（レンタル版は初回コピーから）有料で、値段は種類や企業によって若干変わる。コピーしたデータは、NetMDなどのOpenMG対応機器へチェックイン/チェックアウトが可能となる。
しかし、再生するためにはHDDにダビングする必要があったため、インターネット接続環境がなければ再生自体が不可能であった。そこで、後に発表された改良版の「レーベルゲートCD2」（LGCD2）では、転送ソフトも「MAGIQLIP2」となり、データの再生を直接行えるようになった。

## 問題点
コピーコントロールCDでは、登場当初から多くの問題点を抱えていた。以下に挙げる。

### 仕様・再生時における問題点
前述のように「レッドブック規格から逸脱している」ため、CDプレーヤーを発売する製造企業側は「CCCDの再生は保証外」としている。例えば、一時期ビクターエンタテインメントからCCCDでコンテンツがリリースされていた時期があったが、親会社の日本ビクター（現・JVCケンウッド）では自社製品での再生を保証していない。SMEでも同様で、親会社のソニーが販売するオーディオ機器では動作保証外としている。このようにCCCDは再生が保証されない「CDと同形の円盤」となっている。
そのうえ、データの読み取り誤りを意図的に引き起こす方式から、制御機構への過剰な負担に加えてジッターの増加や誤り検出補正機能の作用によって、通常のCDよりも音質は悪くなる。そのためジャズ、クラシックの様な再生時の音質における再現度が重要視されるジャンルでは、EMIグループを除いてCCCDの利用は少ない。またエイベックスでは、クラシック音源は原則SACDとCCCDのハイブリッドディスクでリリースしている。一方でエイベックス広報部は「CD-DAと比較して音質の劣化は一切見られない」と、各種媒体上で反論を見せた。
さらに、再読出しするために同一セクタへの連続シークなどが発生するので、制御機構へ過剰な負担がかかることから、再生機器の製品寿命低下や動作不良を引き起こす可能性がある。これら故障は「音楽CDとしての仕様を満たしていないディスクの利用による故障」「ユーザーの故意の破損」と見なされてメーカー保証の対象外となり、有償修理または修理拒否となる可能性がある。
コピーガード技術についてはDVDで採用されている暗号化とは異なる。そのためディスク自体に細工をすることでプロテクト解除をしたり、ドライブによっては（機構面への負担を除くと）CD同様に読み出せるものもある。また、他の防止策と同様コピーを完全に防止することは事実上不可能のため、再生音質を向上させる、あるいは自分の再生機器で再生を可能にする目的として複製が行われることがある。
- 音響機器（特にポータブルCDプレーヤーや車載用CDプレーヤー）では、音飛び防止のためにCD内容をデータとしてメモリに蓄積してから再生する機能が用意されており、またカーナビゲーションシステムにも内蔵ハードディスクに音源を録音する機種が増えた。これらの機能を持った機器ではパソコン同様正常に再生できないことが多い。特に輸入CCCDはカーオーディオで再生できないものが多く、フランスでは訴訟問題にも発展している。
- CCCDの台頭後、音楽の再生手段はMDやCDからiPod/iPhone・ウォークマンを初めとするデジタルオーディオプレーヤーに移行した。これらの機器は必然的にパソコン上でiTunesやx-アプリなどのリッピングソフトを介し、音源の複製やプレイヤー上への転送を必要とする。そのため、パソコン上に取り込めないCCCDはこの種のプレーヤーで聴くことはできない。
- 低安定性・低スペックのパソコンにCCCDをドライブに挿入するとCCCDの読み込みによりパソコンがフリーズ（ハングアップ）する場合がある。
- Microsoft Windows Vista以降のOSでは、iTunesを使用した場合、ソニー系のレーベルゲートCDは、複製のみ可能。こちらの再生を行うとフリーズする。一方、レーベルゲートCD以外の場合は複製も再生も可能。またWindows Media Playerを使用の場合は、どちらも複製、再生可能。

### 商品としての問題点
- 著作権を侵害していない正規の利用者までが上記の不利益を一律に被る。そのため、善意の利用者もデジタルオーディオプレーヤーなどでの利用のためにコピー制限がない違法音源の利用を希望し、かえって違法コピーが増加する可能性がある。
- レーベル各社はこのディスクに起因するいかなるトラブルに対しても責任を一切負わず、返品も受け付けていない。CCCDは、不正なエラー訂正符号によるAV機器への悪影響やCCCDが正常に再生できない（認識されない・音飛び）等のリスクだけを一方的に消費者に負わせるものであり、約款の書かれたシール付きのフィルムを破った段階で契約が成立するとしている（いわゆるシュリンクラップ契約）。さらに、エイベックスなどほとんどのレーベルはCCCDによって発生したいかなる損害、例えば再生したプレイヤーの故障などに対しても一切補償しないことを発表しており[17]、消費者側から無責任すぎるという批判が相次いだ[要出典]。法律家[誰?]は、こうしたレーベル側の行動は明らかに製造物責任法に抵触するとしている[要出典]。

### レーベルゲートCDにおける問題点
通常のCCCDとは異なり、PC用データを条件付きでコピー可能にすることが特徴だったレーベルゲートCDにも、以下のような問題点があったことから普及が進まなかった。
- 他のCCCDが抱えていた問題を引きずってしまった。1stセッションエリアのプロテクト技術自体は、エイベックス等のCCCDで採用されたCDS-200をベースとした規格であり、音質向上こそ図られたものの再生環境の改善等が図られたわけでもない一方でパソコンで再生・コピーできてしまうケースも多々あり、複製防止効果にも疑問が生じた。
- 洋楽盤への導入の目途が立たなかった。リリースされた295タイトルは全て邦楽であり、洋楽は存在しない。
- SME以外の他のレコード会社が採用しなかった。独自の音質向上技術を他社が採用するのは難しく、前述のインターネットを利用した認証・複製システム等のエイベックス方式とは異なる点が存在し、他のCCCDに比べてシステムが複雑で運営コストがかさむという欠点を抱えていた。
- 仕様上、ソニーとアイワの一部以外、iPodを筆頭とする他社製デジタルオーディオプレーヤー（DRM非対応のソニー・アイワ製デジタルオーディオプレーヤーも含む）への転送は行えなかった。またCD書き出しも行えないほか、ファイルの扱い次第で再生できなくなるケースも生じた。
- Microsoft Windows XP以外のオペレーティングシステムを採用するパソコンでは、再生や複製が行えない。MAGIQLIPはWindows XP以外のOS（Windows Vista以降のWindowsを含む）では動作せず、他のソフト（同じソニー製ではSonicStage・x-アプリ・Media Go等）では2ndセッションエリアの再生や複製が行えないため、これらのOSでは再生や複製手段がなかった（但し先述のように1stセッションエリアの再生・複製が行えるケースも多々あった）。
- 複製ソフトの使い勝手が悪かった。MAGIQLIPは多数の音楽ファイルの管理には不向きであったほか、レーベルゲートCDのバージョンによってMAGIQLIPとMAGIQLIP2を使い分ける必要があった。

### ミュージシャン側の主張と問題点
CCCD導入当初からアーティスト側にもCCCDに対して批判的な者は見られ、CCCD非導入レーベルから音楽CDを販売している者もいる。アーティスト側だけでなく、CCCDをリリースしているレコード会社のスタッフにも批判的な者が少なくなかった。
- ASIAN KUNG-FU GENERATIONはCCCDに対して問題点があることを感じていながらも、仕組みを理解していない状態で拒否的な考えを持っていたため、スタッフに対してCCCDを説明することを求め[18]、キューンレコードによるレーベルゲートCDに対する説明会に出席した[19]。その結果CCCDには賛成できない考えに至ったが、会社の意向もありCCCDで発売せざるを得ないことに対して苦悩した[20]。
- クイーンの『ジュエルズ』のCCCD発売に際し、あるファンからの電子メールで、ブライアン・メイがCCCD版の存在を知り、激怒したという。これを受けてか、次作『ジュエルズII』は通常のCD-DAで発売されている。
- 矢井田瞳は、2004年（平成16年）7月に発売されたベスト・アルバムではCCCDで発売されたが、自身のウェブサイトでのブログでベスト・アルバム後に発売されたシングルがCCCDではないことに喜んでいる記述があり、本人はCCCDに対して抵抗感を抱いていたことが窺える。彼女の作品でCCCDなのは、このベスト・アルバムのみに止まっている。
- 陰陽座は、CCCD導入にあまり乗り気ではなかったが、所属レコード会社のキングレコードの要請を受けてアルバムのCCCD化を一旦許可し、その上で売り上げ促進の効果が見られなければ、即CCCDを廃止してCD-DAで改めて発売するという契約で、購入者のCCCDに対する観点からCCCD排除を訴えた[要出典]。そして、実際にCCCDでアルバムが発売されたものの、CCCDによる売れ行きの上昇効果はないに等しく、契約通りCCCDを廃止、直後にCD-DAで再販売した。キングレコードが発売したCCCDはこの1タイトルのみで、これ以降のアーティスト作品にはCCCDを導入していない。
- 佐野元春は、当時所属していたエピックレコードジャパンの姿勢に疑念を抱き[21]、独立してプライベート・レーベルを立ち上げた。
- 山下達郎は、ラジオ番組「山下達郎のサンデー・ソングブック」にて、「次作はCCCDを導入するのか？」というリスナーの問いに対し、ユーモアを込めて「一言で言うと「山下達郎がそんなことをするはずがない（笑）」」「音質を劣化させるいかなる要素も排除したい」と回答しており、CCCDでのリリースを強く否定した。その発言通り、所属レコード会社のワーナーミュージック・ジャパンが作品にCCCDを導入していた時期でも、音質悪化を理由に山下の作品では一切導入されていない。
- 音楽プロデューサーの宇多田照實はCCCDに疑問を持っており、娘・宇多田ヒカルのデビュー当時の所属音楽レーベルであった東芝EMI（当時）に対してCCCDでの販売を一貫して拒絶したため、東芝EMI所属時に発売された娘のシングル・アルバム作品は全てCD-DAでリリースされ、音質が悪化するCCCDでの販売は一切なかった。
- 音楽プロデューサーの佐久間正英は、プロデュースを手掛けていたGLAYの「BEAUTIFUL DREAMER/STREET LIFE」がCCCDで発売され[注 2]、自身のサイトでファンからの指摘を受け、同ソースのCD-DAとCCCDを聴き比べ「CCCDの音質劣化とCCCDの方が再生の読み出しが遅いことが明らかである」と指摘し、自分がプロデュースするバンドのCDはなるべくCCCDではなくCD-DAで発売するよう努力すると発表した。GLAYでの採用は1枚限りとなったが、ほかにも175R等、CCCDで発売されるアーティストもいた。

一方で、著作権保護を理由にCCCDを容認したミュージシャンもいた。しかし、これがいざ自らのCDがCCCDになってから音質の悪さに気付いて、あるいはファンからCCCDの抱える諸問題について手厳しい批判を受けて、ようやく問題視するようになったという者もまた数多かった。
- 山下の活動初期の盟友だった吉田美奈子は、当初「生活のためにはCCCDが必要」と推進する立場を取り、「音質ではなく音楽を聴いて欲しい」と音質が劣化しても止むを得ないという旨を公然と発言していたが、結局方針を転換した。
- すぎやまこういちは、「CDの著作権を保護するためには少しの欠点は我慢しても容認すべき」として、CCCDを認める立場を取ってきた[22]。CDプレーヤーを破壊することがあることなどが発覚してからは普及を諦めるが、「一刻も早くCCCDに代わる新技術の登場が待たれる」と発言し[22]、新しいコピーガード技術の早期の確立が望ましいという考えを示した。また、「現在は音楽のコピーし放題が許される状態。法改正も視野に入れて考える問題でもある」と、音楽の複製を法規制するべきとの考えも示している[22]。
- コンピュータやテレビゲーム機の光学ドライブで再生される機会も多分に考慮する必要があるゲームソフト関連のコンテンツの取り扱いも、CCCDの導入においてはまたネックとなった。例えば、エイベックスにおいては、テレビゲーム『サクラ大戦』シリーズ関連の音楽CDについて、原作権を持つ広井王子が「PCやゲーム機で音楽が聴けないというのは、時代の流れに逆行している」と発言をし[23]、CCCDを強要される事態になれば原盤権をエイベックスから引き上げると表明していた[要出典]影響か、他作品でのCCCD導入後も例外的に導入できないという状況が見られていた。

### セキュリティ問題として起きた事件
アメリカ合衆国の大手レコード会社である、ソニー・ミュージックエンタテインメント (米国)がリリースしたCCCDに、マルウェア（コンピュータウイルス）であるrootkitの技術を取り入れていることが、セキュリティ会社の調査によって判明した。この事実を受け米国在住の男性が、ソニーBMGを相手取り訴訟に踏み切った。
その後、XCPの動作がコンピュータウイルスに利用された例が2005年（平成17年）11月10日に報告された。ソニーBMGは7日、コンピュータプログラムを削除はせず、機能停止するツールを公表したが、駆除ツールにバグがあり、不正なActiveXを実行し得る仕様になっていたことから、16日に公開を停止した。その後ソニーBMGは、該当コピーコントロールCDの回収・交換措置に踏み切った。日本のソニー・ミュージックエンタテインメントも自社が輸入した該当コピーコントロールCDの回収・交換を行う。

### 正規品のCD売り上げに対する影響
日本で2002年（平成14年）度における初のミリオンシングルに認定された浜崎あゆみの『H』（レーベルはエイベックス）はCCCD仕様で、「CCCDの効果が実証された」という指摘があったが、逆に「『コピーされなかったから売れた』とまでは言えない」という指摘もあり、また、元ちとせの『ワダツミの木』（レーベルはエピックレコードジャパン）や、平井堅の『大きな古時計』（レーベルはデフスターレコーズ）などは、CD-DAだったがロングセラーになった。
2003年（平成15年）度におけるオリコンチャート年間シングルチャートランキング1位となった、SMAPの『世界に一つだけの花』（レーベルはビクターエンタテインメント）は、CD-DAだったが250万枚以上を売上げており、必ずしもCD売上の減少が、違法コピーによるものとは言い切れないことを裏付けた。逆に、CCCDを主導したエイベックスは、2004年（平成16年）3月の時点で、コピーコントロールCD発売前よりも売り上げを20％も落とす結果となった。なお2003年の年間オリコンシングルチャートTOP10のうち、CCCDは1枚のみ、年間TOP20でも4枚だけだった。

## 終焉
前述の通り、CCCDは多くの問題点を抱えたまま発売され、結果的にCCCDが抱える問題点の解決策を見出せなかったために、この種の方式を採用し続けてきたレコード会社に対して、購入者・ファンやミュージシャン側からの不満が続出した。
また、CCCDの登場段階以上にリッピング行為・iPodを代表とするデジタルオーディオプレーヤーが普及し、iTunes Music Storeの登場に音楽を聞く環境も変化していった。
CCCD導入の先陣を切ったエイベックスは、2004年（平成16年）9月22日以降発売の作品は「作品ごとにCCCDを採用するかどうかを決定する形へ緩和する」ことを発表し、その後段階的に撤廃してCD-DAでのリリースに戻した。SMEも同年10月以降段階的に廃止し、同年11月17日以降に発売する新譜はすべて通常の音楽CDで発売すると発表した。
エイベックスのCCCD撤廃は、当初販売用CDに対してのみ行われ、レンタル用・プロモーション用にはほぼ全面的に、あるいは販売用であっても一部のアニメ関連作品およびクラシック作品にはCCCDが導入されていたが、2007年（平成19年）1月以降は前述の一部のアニメ関連作品およびクラシック作品に加え、レンタル用にもCD-DAでの供給が開始されている（事実上のCCCD撤退）。
2005年（平成17年）7月27日には、SMEがレーベルゲートCDで発売したアルバム105タイトル、10月26日にもシングル190タイトルの計295タイトルがCD-DAとして再出荷されると同時にレーベルゲートCD商品はすべて廃盤となり、店頭からはほぼ消滅した。再販に当たって品番が変更されており、品番の古い物が廃盤になっている。但し、レーベルゲートCDの中古およびレンタル版については回収の対象外となり、現在においても置き去りにされた状態である。また、複製サービスもLGCDは2006年（平成18年）11月30日に、LGCD2も2008年（平成20年）3月31日をもってそれぞれ終了した。
最後までCCCD推進の立場を崩さなかった東芝EMIは、その後もCCCD撤廃を検討せずセキュアCDなる新方式を採用し導入を続けていたが、2006年（平成18年）にCCCDでのリリースから事実上撤退し、2006年（平成18年）6月以降リリースは行われていない。

## コピーコントロールCDの導入状況
2025年（令和7年）3月現在、新譜でCCCDがリリースされることはなくなり、CCCDでリリースされた数々の多くの作品がそのまま継続販売されているのみである。
1. 完全撤退（かつてCCCDを導入したことがある会社。ウェブサイトや新聞等で公式に撤退を発表した場合）
  - ソニー・ミュージックエンタテインメント（後にメディア販売部門はソニー・ミュージックレーベルズへ移管）
レーベルゲートCD - 2004年（平成16年）11月10日発売分まで（一部除く）。同年11月17日以降発売の新譜よりCD-DAで発売。既に発売されたレーベルゲートCDは一部タイトルを除きCD-DAで再販し、同時にレーベルゲートCDは廃盤になった。日本盤のみLGCD仕様となっており、香港や台湾、シンガポール等での現地で発売されているCDは、CD-DA仕様となっていた。
  - ワーナーミュージック・ジャパン
2005年（平成17年）1月発売分からCCCDのリリースを行っていない。前年の12月にCCCD撤退を公式発表。順次CCCDで出たタイトルはCD-DAで再リリース。
2. 事実上撤退（公式に撤退を発表しないでCCCDのリリースを停止した場合や弾力的採用、正式な採用を見送った場合も含む）
  - 東芝EMI（現：ユニバーサルミュージック）
2005年8月以降はCDS-300を使用した「セキュアCD」（通称）に移行。ただし、2006年（平成18年）6月を最後にセキュアCDでのリリースは行っていない。香港・台湾・タイのEMIで発売された作品においても、日本盤同様CCCD仕様でリリースされている。邦楽の一部ではCCCDで出た作品をCD-DAで再販したり、CCCDの品番を廃盤にして再販している他、洋楽でも期間限定ではあるがCD-DAで再販している作品や、CCCDの品番を廃盤にしてCD-DAとして再リリースしている作品もある。
  - ビクターエンタテインメント
一部アーティスト・作品など弾力的に採用。音質劣化防止のため独自技術「エンコードK2」を導入。2004年12月以降は原則として導入なし。2007年（平成19年）12月に「CCCDとしてのライセンス契約が終了」とCCCDサイトのコンテンツで発表。CCCDとして発売したタイトルは後にCD-DAで随時再リリースされた。
  - ポニーキャニオン
一部アーティスト・作品など弾力的に採用。尚、豊華唱片（FORWARD MUSIC）から発売されていた台湾ライセンス盤に於いても日本国内同様CCCD仕様で発売されていた。2005年5月以降は原則として導入なし。
aikoのアルバムの中で唯一CCCDとなった『暁のラブレター』が他のCD-DA作品同様SACDとCD-DAのハイブリッドで再リリースされた（品番：PCCA-01528）。またシングル『えりあし』・『かばん』・『花風』も初回盤・通常盤共にCCCDで発売されたが、後にCD-DAとして再リリース（通常盤のみ）されている。
  - キングレコード
陰陽座のアルバム「鳳翼麟瞳」にCCCDを試験的に導入したが、結局正式な採用は見送った。後にCD-DAで再リリースされた（品番：KICS-994）。
  - ユニバーサルミュージック
所属アーティストの意向の形で一部作品で導入したが、2002年（平成14年）2タイトル以外CCCDでのリリースはなし。その後、導入された2タイトルの1つであったCHAGE and ASKA『STAMP』は2009年（平成21年）にCD-DAで再販（品番:UMCK-1140）。
  - テイチクエンタテインメント
一部アーティスト・作品で採用。「エンコードK2」を導入。2002年と2003年（平成15年）に合わせて2タイトルのみ。
  - フォーライフミュージックエンタテイメント
一部アーティスト・作品で採用。2005年以降リリースなし。
  - エイベックス
2002年3月のCCCD業界初採用以来、一部を除き、ほぼ全ての作品をCDS-200でリリースしていたが、2004年9月にCCCDリリースの弾力化を発表後、同年10月発売分以後販売用は任意導入。レンタル盤についてはCD EXTRA仕様のものや収録時間の長いものなど一部を除き全面的にCCCDを導入していたが、2007年（平成19年）1月以降はクラシック音源を除きCD-DAでの販売・レンタルが行われている（レンタル専用のCCCDの品番はAVCX-*****、RZCX-*****、AVCR-*****等となっている。販売用とレンタル用の両方の品番が背表紙に印刷されているが、レンタル用はディスクのレーベル面に大きめのCCCDのロゴマークがある）。
台湾盤（avex taiwan）や香港盤（avex asia）でも現地法人を通してV6・浜崎あゆみ・Every Little Thingなどの作品を発売していたが、日本盤同様CCCD仕様でのリリースとなっている。
2002年 - 2004年にかけて安室奈美恵（SUITE CHIC『WHEN POP HITS THE FAN』のみ含む）のCCCD仕様で発売された旧譜は、現在はCD-DA仕様に切り替わった上で出荷・販売されてある（品番・価格の変更はなし）。
3. 原則として導入なし
  - BMGジャパン（現：ソニー・ミュージックレーベルズ アリオラジャパン / ソニー・ミュージックジャパンインターナショナルレーベル）
欧米のソニーBMGは積極的にコピーコントロールCDを導入した。日本法人（当時はBMGファンハウス）は2002年7月にキンモクセイのアルバム『音楽は素晴らしいものだ』で導入予定だったが最終的に導入を見送り、その後もその方向を堅持した。ただしゾンバ・レコードがBMGに買収される前に、ゾンバの日本法人がエイベックス傘下で1タイトルをコピーコントロールCDで発売していた（この1タイトルも後にCD-DAで再販された）。
  - トイズファクトリー
台湾・香港に於いては1999年（平成11年）からSPEEDやゆず・ケツメイシ・BUMP OF CHICKEN等の作品はエイベックスの現地法人を通してライセンス盤を供給していたが、全てCD-DAでの販売だった。但し、現地で発売されたエイベックスのコンピレーションアルバムに収録された楽曲では、CCCD仕様で収録されているものもあった[注 3]。
  - ドリーミュージック
  - 日本コロムビア
  - 日本クラウン
  - 徳間ジャパン
  - ジェネオンエンタテインメント
  - ビーイング
  - アップフロントワークス（旧：ゼティマ / ハチャマ / ピッコロタウン）
  - バップ
  - ポリスター
  - よしもとR&C
  - ヤマハミュージックコミュニケーションズ
  - ジャニーズ・エンタテイメント
2001年（平成13年）から台湾・香港に於いてエイベックスの現地法人を通してライセンス盤を供給しているが、トイズファクトリー同様CD-DAでの販売だった[注 4]。
  - ジェイ・ストーム
2006年12月発売のKAT-TUNのシングル「僕らの街で」から台湾・香港に於いてエイベックスの現地法人を通してライセンス盤を供給しているが、CD-DAでの販売[注 5]。

ランティス
つばさレコーズ
ガルル・レコード
アイビーレコード
ワーナーブラザーズジャパン
エー・スケッチ
ユーキャン
トゥービー・ミュージック
他、多数。
これらの会社は、その実効性等に疑問を呈する見解等から当初からCCCDを導入していない。ただし、CDプレス工場を有していた日本コロムビア、およびNBCユニバーサルの前身であるパイオニアLDC傘下のCDプレス会社であるパイオニアビデオは、他社からの依頼に対応するためにCDS-200のライセンスを取得していた[30]。（2025年3月現在、日本コロムビア、およびパイオニアビデオのCDプレス設備は両社共に閉鎖済み。）

- また洋楽に関して、日本盤はCD-DAだが国外盤はCCCDというケースが見られる。CCCDとして初の全米1位となったヴェルヴェット・リヴォルヴァーの『コントラバンド』[31]などが該当する。逆にビートルズの『レット・イット・ビー...ネイキッド』など、日本盤がCCCDで英米盤がCD-DAというケースも見られる。
- その他にもポルノグラフィティやCHEMISTRY・TUBE等の日本盤はLGCD2仕様の発売だが香港盤や台湾盤はCD-DA仕様で発売されていたり、宇多田ヒカルの『Utada Hikaru SINGLE COLLECTION VOL.1』の日本盤・香港盤・台湾盤はCD-DA仕様だがタイ盤はCCCD仕様となっており、ショップでは逆輸入盤という形で購入する事が出来た。